# Zhina Modares Gorji
Zhina (o Jina) Modares Gorji és una venedora de llibres iraniana i podcaster feminista a la ciutat de Sine. Ha estat empresonada per sedició i és una cause célèbre pels drets humans. Va ser inclosa a les 100 dones inspiradores de la BBC el 2024.

## Biografia
Zhina Gorji és una dona balutxis que era venedora de llibres a la ciutat iraniana de Sine.
Va ser arrestada per primera vegada el setembre de 2022 i el juny de 2023 se li va informar que hi havia més canvis i se li va prohibir fer els exàmens universitaris de sociologia a la Universitat Islàmica Azad local.
El maig de 2024, Gorji va saber que havia estat condemnada pel Tribunal Revolucionari de Sine a vint-i-un anys de presó. Havia de complir deu anys per col·laboració amb un govern hostil; altres deu per formar grups i associacions amb la intenció de pertorbar la seguretat nacional i un any més per activitats de propaganda contra l'Estat. Aquesta pena es va reduir en apel·lació a 28 mesos.
El cas de Gorji va ser assumit per Mary Lawlor, que és la Relatora Especial de Drets Humans de les Nacions Unides. Lawlor creu que els càrrecs contra ella sorgeixen de les activitats legítimes de Gorji d'animar les noies a formar grups de llibres i escriure blocs. Ella i altres han escrit a les autoritats iranianes per expressar les seves preocupacions. El cas també va ser defensat pels grups de drets humans de Hengaw, la Coalition For Women In Journalism i Frontline Defenders i va ser inclosa a la llista de 100 dones inspiradores de la BBC el 2024 No va ser la primera dona balutxis a ser inclosa, ja que Karima Baloch havia estat inclosa a les 100 dones de la BBC el 2016 com a activista política en campanya per la independència de Balutxistan del Pakistan. Baloch va ser trobat més tard ofegada.